# Declaración de Lough Erne
La Declaración de Lough Erne o la 39.ª Cumbre del G8 (junio de 2013); celebrada en el Condado de Fermanaghe , en Irlanda del Norte fue presentada por algunos de los países más industrializados del mundo que conforman "el grupo de los ocho". Con el objetivo de promover una mayor transparencia en el ámbito empresarial y gubernamental.
Consistente en diez puntos, destaca el compromiso de las autoridades fiscales de países como Francia, Canadá, Estados Unidos, Italia, Alemania, Reino Unido, Japón, Rusia (temporalmnete excluido por la crisis de Crimea desde 2014) para compartir su información con el fin de evitar la evasión y fraude fiscal. Siendo México miembro adherido e invitado por el Reino Unido en la Cumbre.

## Introducción
En la sexta Cumbre del G8 celebrada en el Reino Unido los días 17 y 18 de junio de 2013 en el Lough Erne Resort; se destacó como tema oficial, la evasión fiscal y la transparencia de países industrializados del mundo que como el G8, tienen un peso político, económico y militar relevante a escala mundial.
Donde se llegó al acuerdo de publicar información sobre leyes, estadísticas nacionales, gasto, presupuestos, contratos gubernamentales y elecciones; en formatos reproducibles y de fácil acceso. Con el fin de controlar, a través de la apertura de datos y vinculación con los ciudadanos y otros países, la rendición de cuentas, entre otros aspectos.
Sin embargo, durante ese contexto, la guerra civil de Siria dominó las discusiones y debates.

## Estándares y directrices de la Declaración de Lough Erne
Durante la declaración publicada en julio del 2013 se llegaron a ciertas conclusiones:
- Las autoridades fiscales del mundo tienen el deber de compartir de manera automática información para erradicar la evasión fiscal.

- Los países deben construir y cambiar leyes que permitan a las empresas el intercambio de beneficios a través de las fronteras para evitar impuestos. Y las multinacionales informar a las autoridades fiscales el impuesto que pagan y dónde.

- Las autoridades fiscales y órganos contralores a través del acceso de las empresas deben obtener la información necesaria acerca de los propietarios de las mismas para la facilitación de datos.

- Los países en desarrollo deben contar con la información para la recaudación de impuestos adecuados a su contexto - y otros países tienen el la obligación de ayudar a desarrollar sistemas más eficientes.
- Las empresas extractivas deben reportar los pagos realizados a los gobiernos - y los gobiernos deben publicar los ingresos que obtienen de estas.
- Los minerales deben ser de origen legítimo y no saqueados de zonas en conflicto.
- Las transacciones con respecto a tierras deben ser transparentes y respetar los derechos de propiedad de las comunidades locales.
- Frenar el proteccionismo de algunos gobiernos con respecto a la apertura y aceptación de nuevos aceurdos comertciales con el fin de impulsar el crecimiento y desarrollo del empleo a escla global.

- Reducir la burocracia improductiva de los gobiernos en las fronteras facilitando el movimiento de mercancías entre los países que se encuentran en desarrollo.

Otros acuerdos incluyen una manera de automatizar el intercambio de información fiscal, nuevas reglas para las compañías mineras, y una promesa de acabar con los pagos de las liberaciones de las víctimas de secuestro. Los Estados Unidos y la Unión Europea acordaron iniciar conversaciones para un acuerdo comercial amplio.
Con respecto a la crisis en Siria, fue acordado un plan de 7 incisos referente al conflicto en ese país. 

## La adhesión de México
A raíz de la visita de Estado del Presidente de México, Enrique Peña Nieto, al Reino Unido, del 3 al 5 de marzo de 2015; junto con el Secretario de Relaciones Exteriores José Antonio Meade Kuribreña y, en presencia del Secretario de Estado de Asuntos Exteriores Rt. Hon. Philip Hammond se pronunciaron una serie de compromisos con el fin de apoyar el marco planteado en solidaridad al cumplimiento de las propuestas y acuerdos internacionales propuestos en la cumbre, destacando convenios e intercambios para el fortalecimiento de sectores como: 
- Planificación fiscal
- Tecnología
- Espacio exterior
- Educación y cultura
- Energía y petróleo
- Diálogo político,
- Diálogo económico
- Comercio e inversión,
- Turismo
- Salud
- Seguridad

El anterior convenio, fue firmado en Londres, Reino Unido, el 4 de marzo de 2015.

## Participantes del G8
Entre los asistentes estuvieron los líderes de los ocho países miembros del G-8, así como los representantes de la Unión Europea y México. Que, a excepción de este último, se invita tradicionalmente para asistir a la cumbre y de participar en algunas de las actividades de la cumbre del G8.

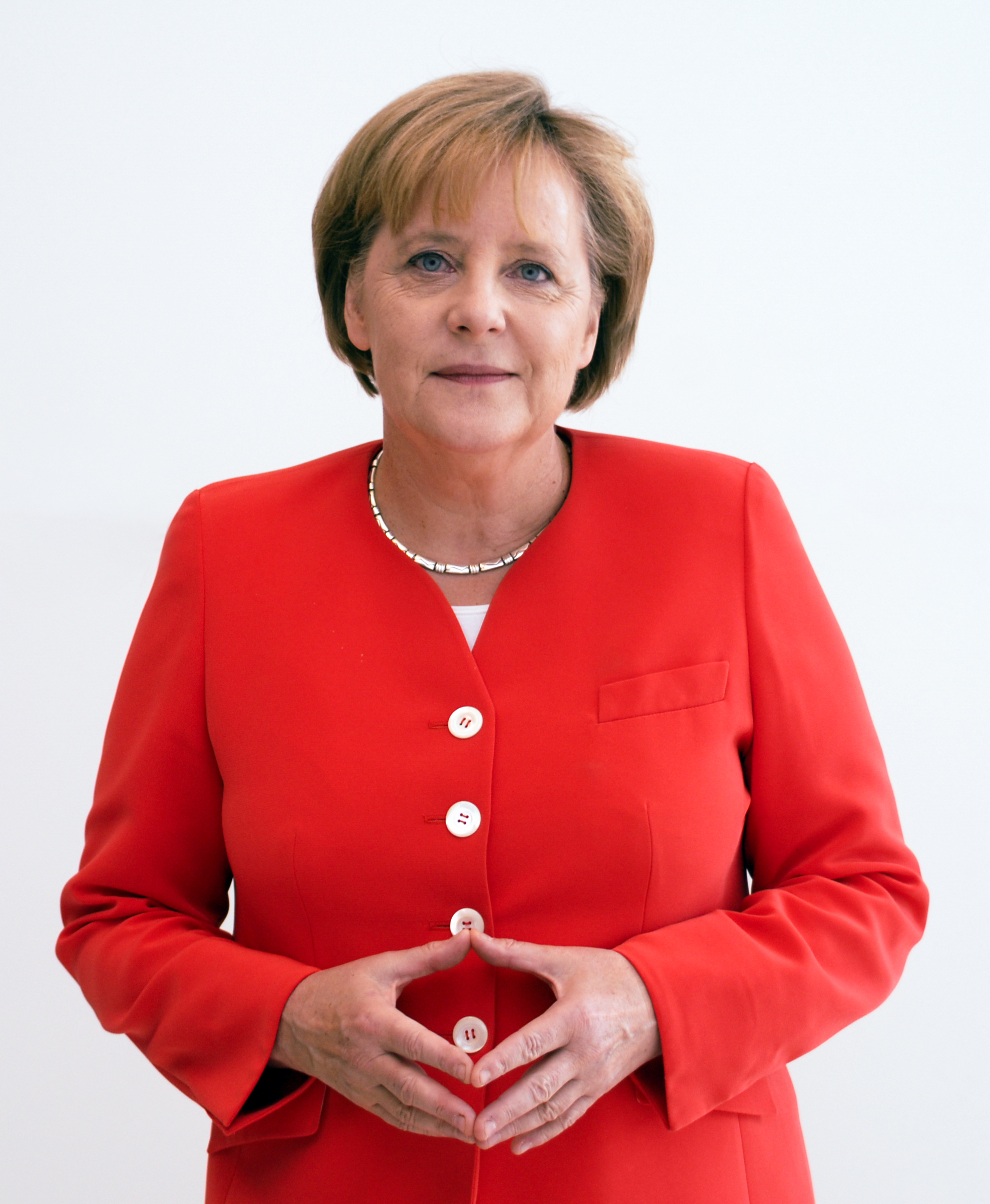
DEU Angela Merkel
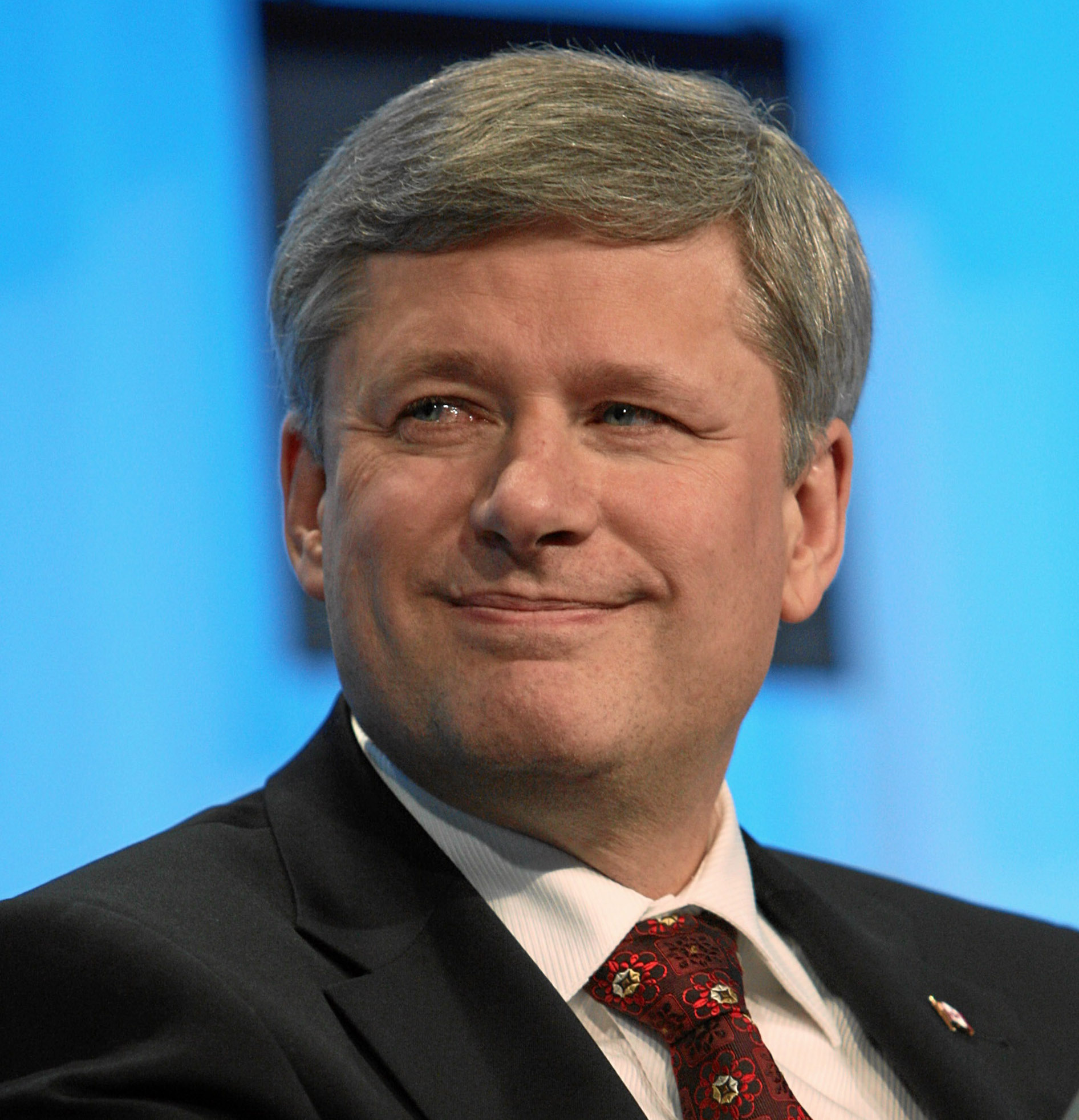
CAN Stephen Harper
USA Barack Obama
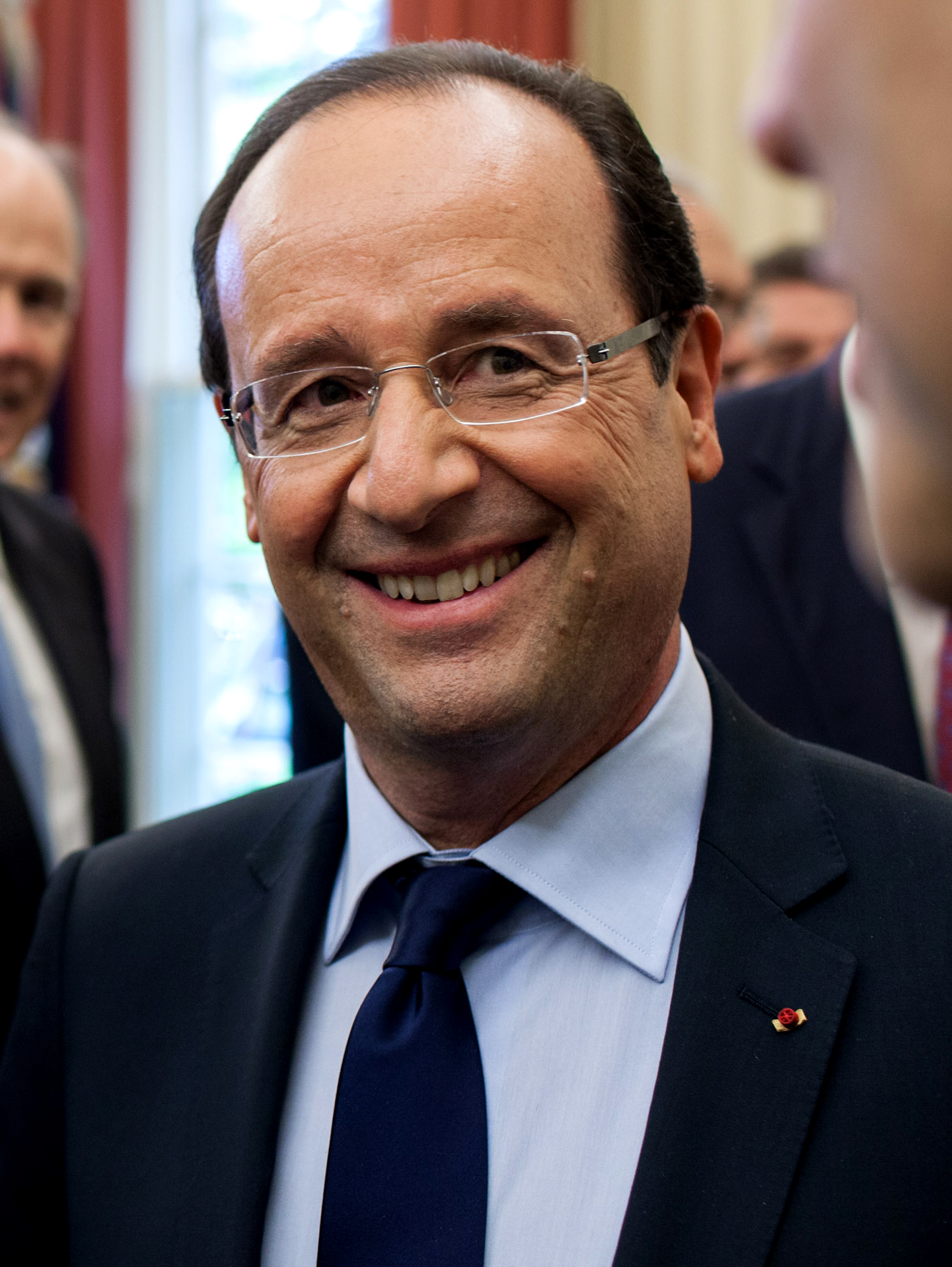
FRA François Hollande
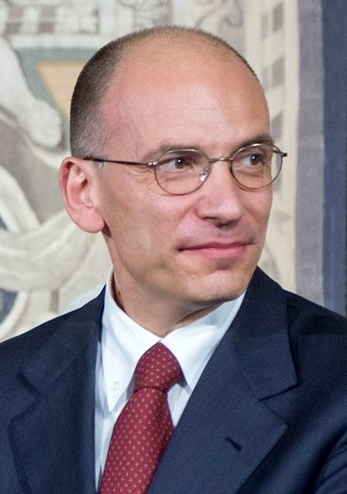
ITA Enrico Letta
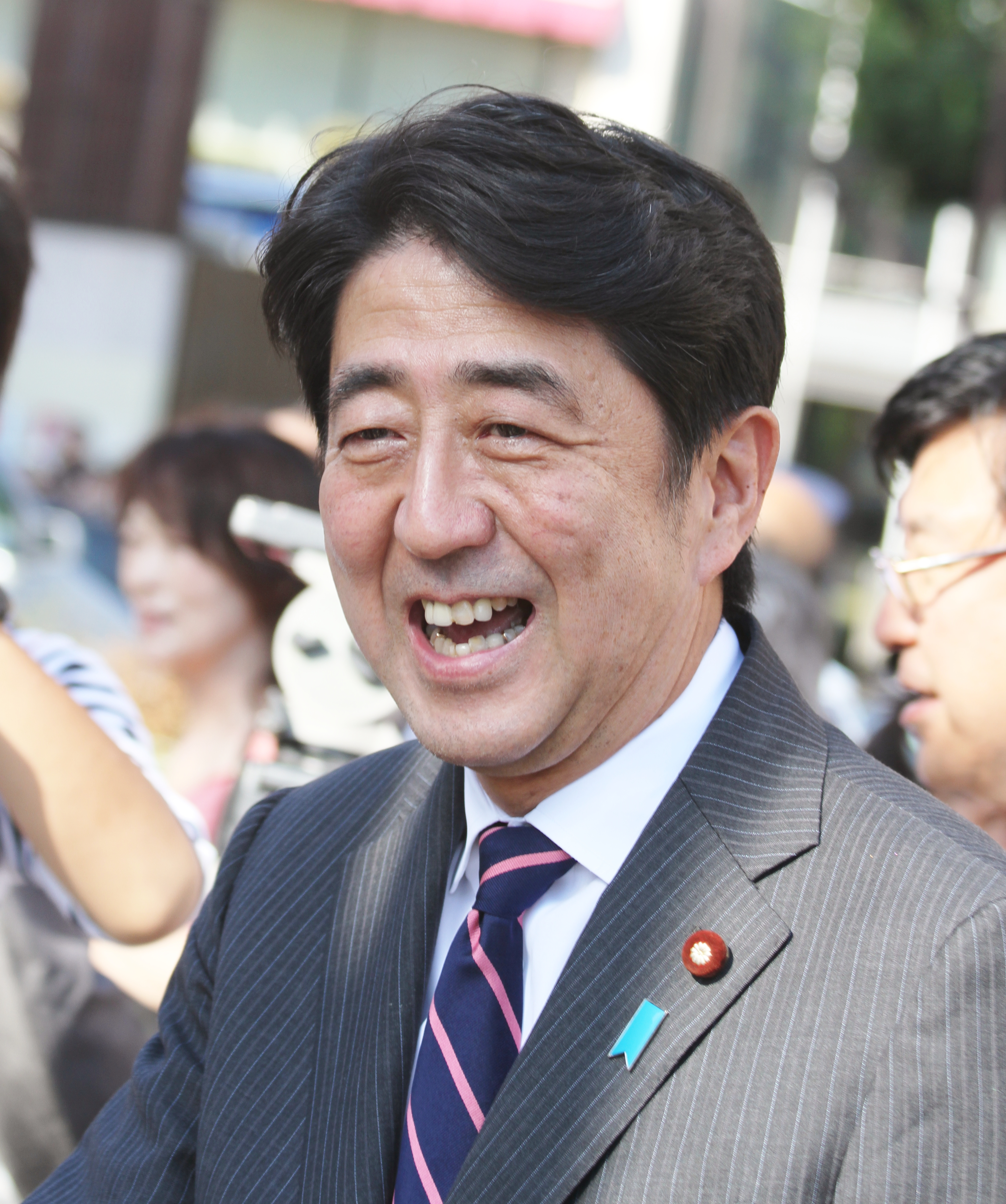
JPN Shinzo Abe
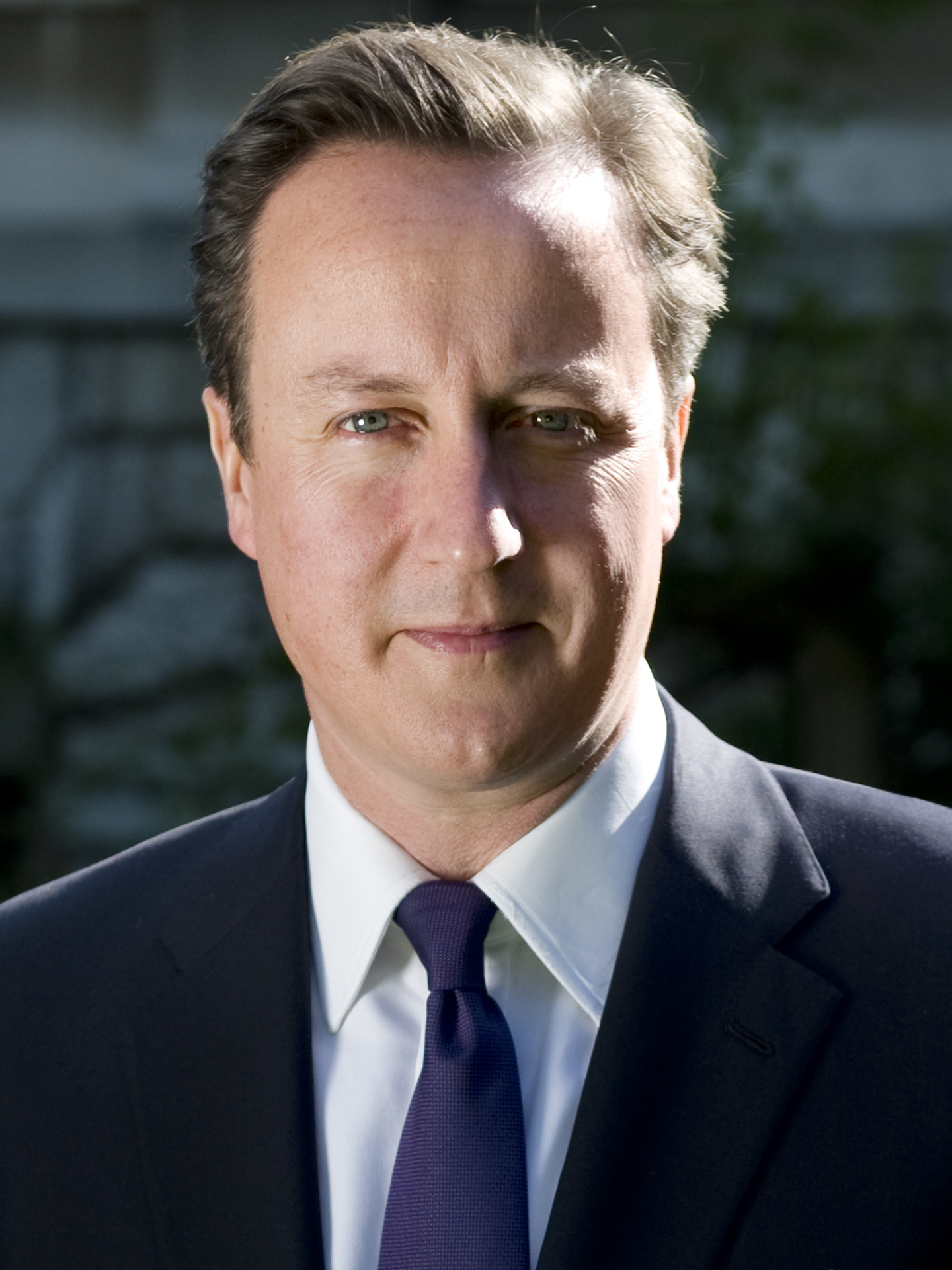
GBR David Cameron (anfitrión)
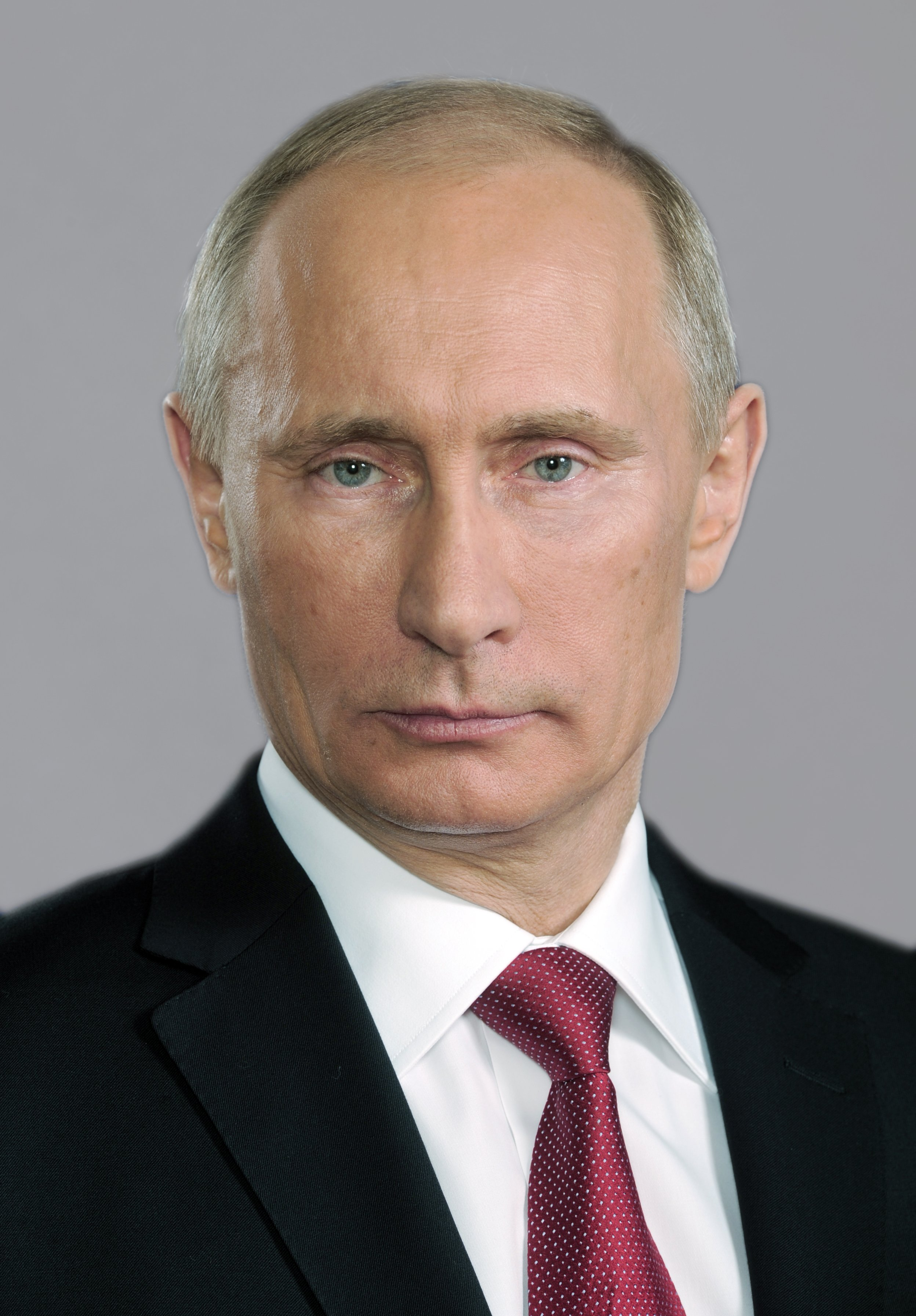
RUS Vladímir Putin
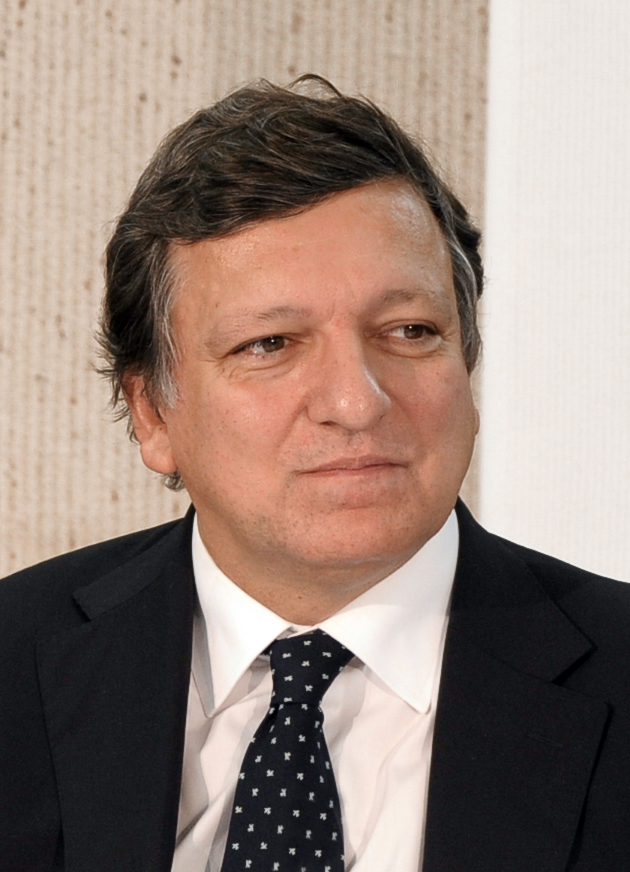
' Presidente de la Comisión Europea José Manuel Durão Barroso
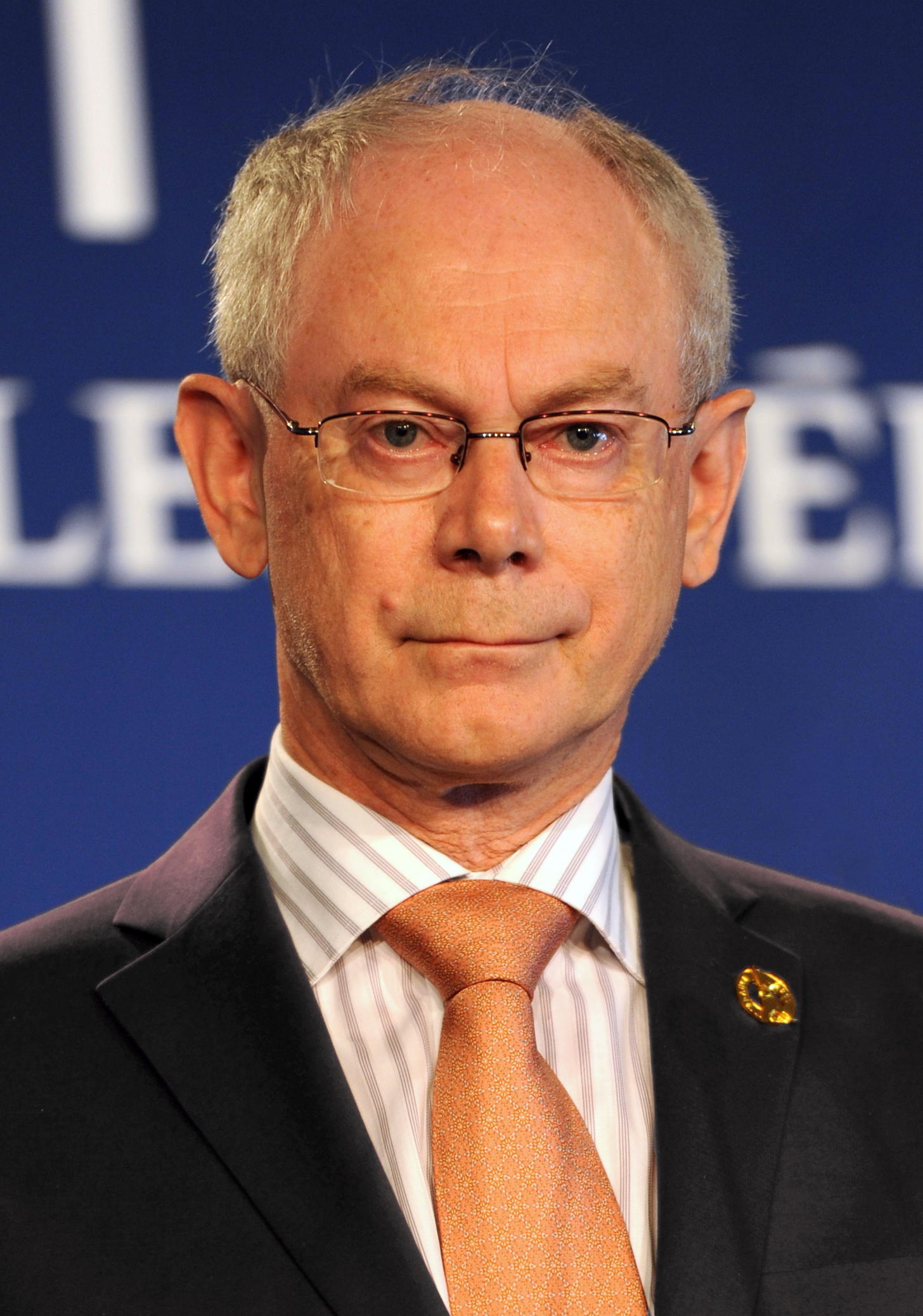
' Presidente del Consejo Europeo Herman Van Rompuy

- Alemania
Angela Merkel
- Canadá
Stephen Harper
- Estados Unidos
Barack Obama
- Francia
François Hollande
- Italia
Enrico Letta
- Japón
Shinzo Abe
- Reino Unido
David Cameron
(anfitrión)
- Rusia
Vladímir Putin
- Unión Europea
Presidente de la Comisión Europea
José Manuel Durão Barroso
- Unión Europea
Presidente del Consejo Europeo
Herman Van Rompuy